# بریستول بالفینچ
بریستول بالفینچ (به انگلیسی: Bristol Bullfinch) یک هواگرد ساختِ کارخانهٔ بریستول ایروپلین در کشور بریتانیا است . این هواگرد برای نخستین بار در ۶ نوامبر ۱۹۲۲ میلادی مورد استفاده قرار گرفت.